# Mehmet Hikmet Bayar
Mehmet Hikmet Bayar (* 1932 in Gölcük, Kocaeli; † 12. Juli 2019) war ein türkischer General, der unter anderem zwischen 1990 und 1992 Kommandeur der 3. Armee (Üçüncü Ordu), von 1993 bis 1994 Kommandeur der 1. Armee (Birinci Ordu) sowie zuletzt zwischen 1994 und 1996 Kommandeur der Türkischen Landstreitkräfte (Türk Kara Kuvvetleri) war.

## Leben
Bayar begann nach dem Besuch der renommierten Kuleli-Kadettenanstalt (Kuleli Askerî Lisesi) 1951 eine Offiziersausbildung an der Heeresschule (Kara Harp Okulu), die er 1953 als Fähnrich (Asteğmen) der Artillerie abschloss. Nach dem Besuch der Artillerietruppenschule (Topçu Sınıf Okulu) fand er Verwendung als Zugführer in einer Artillerie-Batterie sowie als Vermessungsoffizier bei Artillerieeinheiten. Nachdem er von 1965 bis 1967 die Heeresakademie (Kara Harp Akademisi) besucht hatte, fand er Verwendung als Offizier und Stabsoffizier in weiteren Heereseinheiten sowie im Stab des Militärischen Vertreters der Türkei im NATO-Militärausschuss in Brüssel.
1978 wurde Bayar zum Brigadegeneral (Tuğgeneral) befördert und war anfangs Leiter der Unterabteilung Operationsplanung im Generalstab der Türkei sowie im Anschluss von 1980 bis 1982 Kommandeur der 1. Panzerbrigade. Nach seiner Beförderung zum Generalmajor (Tümgeneral) war er zwischen 1982 und 1984 Chef des Stabes der 3. Armee sowie daraufhin von 1984 bis 1986 Kommandeur der 3. Mechanisierten Division.
Nachdem Bayar 1986 zum Generalleutnant (Korgeneral) befördert worden war, übernahm er erst den Posten als Leiter der Operationsabteilung im Generalstab der Streitkräfte TSK (Türk Silahlı Kuvvetleri) und im Anschluss von 1988 bis 1990 als Kommandierender General des IV. Korps (IV. Kolordu) in Ankara.
Nach seiner Beförderung zum General (Orgeneral) wurde Bayar am 30. August 1990 Nachfolger von General Nezihi Çakar als Kommandeur der 3. Armee (Üçüncü Ordu) in Erzincan, die aus dem VIII. Korps in Elazığ und dem IX. Korps in Erzurum besteht. Diesen Posten bekleidete er bis zu seiner Ablösung durch General Teoman Koman am 17. August 1992. Er selbst war daraufhin zwischen 1992 und 1993 Befehlshaber der Alliierten Landstreitkräfte der NATO in Südosteuropa LANDSOUTHEAST (Allied Land Forces South-Eastern Europe) in Buca, ehe er am 17. August 1993 Nachfolger von General İsmail Hakkı Karadayı als Kommandeur der 1. Armee (Birinci Ordu) in der Istanbuler Selimiye-Kaserne wurde, die sich aus dem II. Korps in Gelibolu, dem III. Korps in Şişli sowie dem V. Korps in Çorlu zusammensetzt. Er verblieb bis zum 22. August 1994 in dieser Verwendung und wurde daraufhin durch General Hikmet Köksal abgelöst.
Zuletzt löste Bayar am 24. August 1994 abermals General İsmail Hakkı Karadayı ab, und zwar diesmal als Kommandeur der Türkischen Landstreitkräfte (Türk Kara Kuvvetleri). Er bekleidete diese Funktion bis zu seinem Eintritt in den Ruhestand am 27. August 1996, woraufhin er erneut durch General Hikmet Köksal abgelöst wurde.
Bayar, der verheiratet und Vater zweier Kinder war, sprach neben Türkisch auch Englisch.

## Veröffentlichungen
- Askerler de güler. Komutan anıları ve Mehmetçikten zeka kıvılcımları, 1998, ISBN 9-7576-3976-1
- Yarım asırlık asker. Askeri lise’den kuvvet komutanlığı’na anılarım, 2006, ISBN 9-7562-8767-5